# 4610 Kájov
4610 Kájov è un asteroide della fascia principale. Scoperto nel 1989, presenta un'orbita caratterizzata da un semiasse maggiore pari a 2,4017548 UA e da un'eccentricità di 0,0368216, inclinata di 3,58889° rispetto all'eclittica.